# Після побоїща Ігоря Святославича з половцями
«Після побоїща Ігоря Святославича з половцями» — картина Віктора Васнецова (1848—1926) тематично присвячена походу війська на чолі з Ігорем Святославичем супроти половців. Вперше представлена 1880-го року на виставці Товариства передвижників.

## Сюжет і композиція
Сюжетом для єдної зі своїх найвідоміших картин Васнецов вибрав епізод русько-половецьких воєн з давньоруського епосу «Слово о полку Ігоревім» який митець знав чи не напам'ять.
На масштабному полотні до самого горизонту тягнеться порожня вигоріла рівнина на якій лежать полеглі воїни — русичі і половці. Тіла половецьких бійців Васнецов написав скорченими у неприродних позах: з обличчями що впираються в землю. Через це, за військовим повір'ями, їх душі ніколи не зможуть покинути тіла і знайти свій шлях на небеса. Русичі ж, навпаки, лежать горілиць, спокійно і рівно, немов як і раніше прикриваючи рідну землю від ворога. Себто, навіть програвши битву, вони зберегли честь і гідність.